# Батида из Лампсака
Батида из города Лампсак была сестрой Метродора, ближайшего из учеников Эпикура. Она вместе с братом вступила в школу, созданную Эпикуром после спешного ухода из Митилены. Спустя какое-то время она вышла замуж за ещё одного известного эпикурейца Идоменея. Очевидно, что как жительница Лампсака, она имела связи также с Полиэном и Колотом.
Наши сведения о философе чрезвычайно скудны. Мы знаем, что когда её сын умер, Метродор написал ей утешительное письмо, говоря в нём, что «Всякое благо смертных смертно!» , и что «в печали есть некое связанное с нею наслаждение; его-то и нужно ловить в такое время». Эпикур, со своей стороны, написал письмо Батиде, уведомляя уже о смерти Метродора в 277 г. до н. э.
Среди различных фрагментов писем, обнаруженных среди папирусов в Геркулануме, некоторые, возможно, были написаны Батидой.